# The Bootleg Series Vol. 5: Bob Dylan Live 1975, The Rolling Thunder Revue
| Recensione      | Giudizio |
| --------------- | -------- |
| AllMusic        | [ 2 ]    |
| Music Box       | [ 3 ]    |
| Stylus Magazine | A+       |
| Tiny Mix Tapes  | [ 5 ]    |

The Bootleg Series Vol. 5: Bob Dylan Live 1975, The Rolling Thunder Revue è un album live di Bob Dylan pubblicato dalla Columbia Records nel novembre del 2002.

## Descrizione
L'album raccoglie varie performance tratte dalla prima parte della Rolling Thunder Revue, un tour tenuto da Bob Dylan assieme ad altri musicisti tra il 1975 e il 1976.
Prima di questo album l'unico concerto pubblicato ufficialmente relativo alla Rolling Thunder Revue fu Hard Rain (1976).
Il set di due CD, quinto volume della serie dei "bootleg", ebbe buone critiche sia dalla stampa che dai fans, benché sia stato criticato il fatto che non sia documentato un unico concerto del tour.
Pubblicato con allegato un DVD, raggiunse la 69ª posizione nella classifica del Regno Unito e debuttò alla posizione 56 nella Billboard 200 (14 dicembre 2002). Rimase nove settimane in classifica e il 12 marzo 2003 venne premiato dalla RIAA con un disco d'oro.

## Tracce
- Tutte le canzoni sono di Bob Dylan, tranne dove specificato.

### Disco 1
1. Tonight I'll Be Staying Here with You – 3:55 – (Forum de Montréal, Canada 4/12/75)
2. It Ain't Me Babe – 5:25 – (Harvard Square Theatre, Cambridge, MA 20/11/75)
3. A Hard Rain's A-Gonna Fall – 5:16 – (Forum de Montreal, Canada 4/12/75)
4. The Lonesome Death of Hattie Carroll – 5:25 – (Boston Music Hall, 21/11/75 - Secondo spettacolo)
5. Romance in Durango – 5:22 (Dylan, Levy) – (Harvard Square Theatre, Cambridge, MA 20/11/75)
6. Isis – 5:11 (Dylan, Levy) – (Boston Music Hall, 21/11/75 - secondo spettacolo)
7. Mr. Tambourine Man – 5:39 – (Boston Music Hall, 21/11/75 - Primo spettacolo)
8. Simple Twist of Fate – 4:17 – (Harvard Square Theatre, Cambridge, MA 20/11/75)
9. Blowin' in the Wind – 2:43 – (Harvard Square Theatre, Cambridge, MA 20/11/75)
10. Mama, You Been on My Mind – 3:11 – (Boston Music Hall, 21/11/75 - Second Show)
11. I Shall Be Released – 4:33 – (Boston Music Hall, 21/11/75 - First Show)

### Disco 2
1. It's All Over Now, Baby Blue – 4:34 – (Forum de Montreal, Canada 4/12/75)
2. Love Minus Zero/No Limit – 3:13 – (Forum de Montreal, Canada 4/12/75)
3. Tangled Up in Blue – 4:41 – (Boston Music Hall, 21/11/75 - Secondo spettacolo)
4. The Water is Wide – 5:16 (Traditional) – (Boston Music Hall, 21/11/75 - Secondo spettacolo)
5. It Takes a Lot to Laugh, It Takes a Train to Cry – 3:12 – (Boston Music Hall, 21/11/75 - Secondo spettacolo)
6. Oh, Sister – 4:04 (Dylan, Levy) – (Boston Music Hall, 21/11/75 - Secondo spettacolo)
7. Hurricane – 8:15 (Dylan, Levy) – (Memorial Auditorium, Worcester, MA 19/11/75)
8. One More Cup of Coffee (Valley Below) – 4:14 – (Boston Music Hall, 21/11/75 - Secondo spettacolo)
9. Sara – 4:29 – (Boston Music Hall, 21/11/75 - Secondo spettacolo)
10. Just Like a Woman – 4:31 – (Boston Music Hall, 21/11/75 - Secondo spettacolo)
11. Knockin' on Heaven's Door – 4:22 – (Harvard Square Theatre, Cambridge, MA 20/11/75)

## Formazione
- Bob Dylan - Chitarra elettrica e acustica, voce
- Joan Baez - Chitarra acustica, voce
- David Mansfield - Dobro, Mandolino, Violino, Steel guitar
- Roger McGuinn - Chitarra elettrica, voce
- Bob Neuwirth - Chitarra acustica, voce
- Scarlet Rivera - Violino
- Luther Rix - Percussioni, Congas, Batteria
- Mick Ronson - Chitarra elettrica
- T-Bone Burnett - Chitarra elettrica, pianoforte
- Steven Soles - Chitarra acustica, voce
- Rob Stoner - Basso
- Howie Wyeth - Batteria, pianoforte
- Ronee Blakley - Voce
- Steve Berkowitz - Produttore